# William Carpenter
William Carpenter (25 de febrero de 1830 - 1 de septiembre de 1896) fue un impresor y autor inglés, y proponente de la Hipótesis de la Tierra plana, activo en Inglaterra y Estados Unidos en el siglo XIX. Carpenter emigró a los Estados Unidos y continuó su defensa del movimiento de la tierra plana.

## Biografía
Carpenter nació el 25 de febrero de 1830 en Greenwich, Kent, Inglaterra, y se bautizó el 30 de abril de 1830 en Maize Hill, antes conocido como Bethel - Independent en Greenwich. Era el hijo mayor de Samuel Carpenter y Lucy Moss. Se casó con Annie Gillett en enero-marzo de 1853 y finalmente tuvieron seis hijos.
En Greenwich, Carpenter se convirtió en impresor y taquígrafo de profesión. En 1879, se mudó de Inglaterra a Baltimore, Maryland, donde continuó su trabajo como impresor. El censo federal estadounidense de 1880 lo muestra a él y a su esposa Annie con seis hijos de entre 11 y 25 años, cuyas ocupaciones incluían sombrerero, arquitecto, profesor de música y florista.
Después de llegar a Baltimore, Carpenter impartió clases de taquigrafía. Publicó dos libros sobre el tema y se hizo conocido como "Profesor Carpenter". Carpenter tenía otras creencias eclécticas según su obituario del Baltimore Sun. "Durante muchos años, el señor Carpenter también había sido vegetariano, creyente en el poder del mesmerismo y espiritualista. Sobre cada una de estas preguntas, escribió folletos. Pensaba que comer carne era responsable de muchos de los males que padece la humanidad".
Carpenter murió el martes 1 de septiembre de 1896 en Baltimore. Según su obituario en el Baltimore Sun, su muerte fue el resultado de "un ataque de apoplejía el domingo". En el año anterior a su muerte tuvo "una serie de accidentes cerebrovasculares más leves".

## Tierra plana
Carpenter fue un apasionado defensor de la Hipótesis de la Tierra plana , que sostiene que la Tierra no es un globo.
Carpenter publicó Theoretical Astronomy Examined and Exposed – Proving the Earth not a Globe en ocho partes a partir de 1864 con el nombre de "Sentido común". Más tarde emigró a Baltimore, donde publicó A hundred proofs the Earth is not a Globe en 1885.
Carpenter argumentó que:
- "Hay ríos que fluyen por cientos de millas hacia el nivel del mar sin caer más de unos pocos pies, en particular, el Nilo, que, en mil millas, cae solo un pie. Una extensión nivelada de esta extensión es bastante incompatible con la idea de la convexidad de la Tierra. Es, por tanto, una prueba razonable de que la Tierra no es un globo".
- "Si la Tierra fuera un globo terráqueo, un modelo de globo terráqueo pequeño sería lo mejor, porque lo más cierto, para que el navegante se llevara al mar con él. Pero algo así no se sabe: con un juguete como guía, el marinero hundiría su barco, ¡de seguro !, esto es una prueba de que la Tierra no es un globo terráqueo".

Carpenter fue un defensor del escritor inglés Samuel Rowbotham (1816-1885), quien produjo un folleto, con la ayuda de Carpenter, llamado Zetetic Astronomy en 1849, defendiendo una Tierra plana y publicó otra llamada La inconsistencia de la astronomía moderna y su oposición a las Escrituras. Rowbotham también produjo estudios, en su mayoría impresos por Carpenter, que pretendían mostrar que los efectos de los barcos que desaparecen bajo el horizonte podrían explicarse por las leyes de la perspectiva en relación con el ojo humano.